# Muzîkivka, Bilozerka
Muzîkivka (în ucraineană Музиківка) este o comună în raionul Bilozerka, regiunea Herson, Ucraina, formată numai din satul de reședință.

## Demografie
Componența lingvistică a comunei Muzîkivka
     Ucraineană (89,9%)
     Rusă (7,45%)
     Alte limbi (0,81%)
Conform recensământului din 2001, majoritatea populației comunei Muzîkivka era vorbitoare de ucraineană (89,9%), existând în minoritate și vorbitori de rusă (7,45%).